# August Eigruber
August Eigruber (Steyr, 16 april 1907 - Gevangenis van Landsberg, 28 mei 1947) was een nationaalsocialistische gouwleider en een SA/SS-Obergruppenführer (luitenant-generaal) tijdens de Tweede Wereldoorlog. Hij was ook parlementslid voor de NSDAP in de Rijksdag. In het Mauthausenproces werd hij veroordeeld tot de dood.

## Leven
Op 16 april 1907 werd August Eigruber geboren als onwettige zoon van  Gemischtwarenhändlerin Aloisia Eigruber. Na zijn bezoek aan de Volks- en Mittelschule, slaagde Eigruber voor de opleiding tot geodetisch technicus en fijnmechanicus aan de Oostenrijkse Bundeslehranstalt für Eisen- und Stahlbearbeitung. Hij werkte als monteur in de Steyr-fabriek.

### Interbellum
Op 16 november 1922 werd hij lid van de Nationalsozialistische Arbeiterjugend Österreichs, wiens leider hij werd in 1925. In 1927 werd de Nationalsozialistische Arbeiterjugend Österreichs onder het bevel van Adolf Hitler en de Hitlerjugend geplaatst. In april 1928 trad Eigruber toe tot de Nationalsozialistische Deutsche Arbeiterpartei Österreichs en nam in oktober 1930 de districtsleiding van Steyr-Land over. Hij was ook een Kreisleiter (lokale districtsleider).
In 1934 werd Eigruber veroordeeld tot enkele maanden gevangenisstraf voor zijn werk voor de NSDAP, die in Oostenrijk verboden was verklaard. Hij kwam in het Anhaltelager Wöllersdorf terecht en werkte in de Wöllersdorfer Werke.
Vanaf mei 1935 was Eigruber Gaugeschäftsführer van de inmiddels illegale nazipartij in de Gau Oberösterreich (Gouw Opper-Oostenrijk). Hij nam vanaf maart 1936 de volledige leiding van de Gau (Gouw) over. Bij de "Anschluss van Oostenrijk" werd hij op 11 maart 1938 benoemd tot Landeshauptmann. Sinds 10 april 1938 functioneerde hij ook als Ministerialrat (referendaris).
Van april 1938 tot het voorjaar van 1945 zat hij als parlementslid voor Oostenrijk in de Rijksdag. Op 12 maart 1938 werd Eigruber lid van de Sturmabteilung. Hij werd ingeschaald als een SA-Oberführer. Op 1 juni 1938 werd hij bevorderd tot SA-Brigadeführer. Eigruber stapte op 22 mei 1938 over van de SA naar de SS waar hij werd ingezet als SS-Standartenführer.

### Tweede Wereldoorlog
Op 1 april 1940 werd Eigruber als Reichsstatthalter von Oberdonau (vrije vertaling: Rijksstadhouder van de Rijksgouw Oberdonau) ingezet. Op 16 november 1942 werd hij benoemd tot Reichsverteidigungskommissar  (vrije vertaling: Rijksverdedigingscommissaris). Hij zat in de raad van toezicht van het Steyr-Daimler-Puch.
Op 21 juni 1943 werd hij bevorderd tot SS-Obergruppenführer. Als voormalig lid van de Sturmabteilung, werd Eigruber op 9 november 1943 bevorderd tot SA-Obergruppenführer.
Eigruber was een persoonlijke vriend en vertrouweling van Hitler en durfde hem als een van de weinigen met zijn voornaam aan te spreken.
Tegen het einde van de oorlog, toen de Amerikaanse troepen Linz naderden, riep Eigruber de stad tot een "Festung" (vestingstad) uit, dit omdat er tot het bittere einde verdedigd moest worden. Op 5 mei 1945, kort na het begin van het offensief vluchtte hij echter en riep Linz tot een open stad uit. Hij vluchtte naar Kirchdorf an der Krems en verstopte zich vervolgens. Op 10 augustus werd hij gearresteerd door de US Army Counterintelligence in de buurt van Sankt Pankraz (enkele kilometers ten zuiden van Kirchdorf an der Krems) in Opper-Oostenrijk.
In het Mauthausenproces werd Eigruber tot de dood veroordeeld en op 28 mei 1947 opgehangen.

## Verantwoording voor misdrijven aan het einde van de oorlog
In het voorjaar van 1944 werd in Freistadt in Mühlviertel in de deelstaat Opper-Oostenrijk de verzetsgroep Neues freies Österreich opgericht. In de herfst van 1944 werd deze verzetsgroep ontdekt door de Gestapo en door marteling verraden. Op 9 en 10 oktober werden meer dan 50 mannen en vrouwen gearresteerd in Freistadt. Het Volksgerichtshof in Linz veroordeelde de aangeklaagden wegens hoogverraad tot de dood; van deze groep werden er op 1 mei 1945 acht leden doodgeschoten. De executies waren ook illegaal, dit omdat de gratieverzoeken nog niet waren goedgekeurd. Op die dag werden nog drie andere mannen en een vrouw van de Linz-verzetsgroep en een vrouw die voor plundering gearresteerd was, geëxecuteerd. De executies werden uitgevoerd op aansporing van gouwleider Eigruber, die er bij de gerechtsdeurwaarders zwaar op had aangedrongen om de nodige bevelen uit te vaardigen.
Op 28 april 1945 werden er door de Hitlerjugend en de Volkssturm zes mannen van het Mühlviertel Peilstein doodgeschoten, zij hadden een antitankversperring opgeruimd. De Volkssturm stond onder het bevel van de gouwleider.
Tijdens de zogenaamde Mühlviertel-hazenjacht van 2 tot 4 februari 1945 werden ongeveer 500 Russische-krijgsgevangenen vermoord die het concentratiekamp Mauthausen ontvlucht waren. Naast de SS-eenheden van het concentratiekamp, die de meeste misdaden pleegde, waren er ook SA-eenheden en Volkssturm-leden bij betrokken, die op bevel van de gouwleider handelden.
Op 27 april 1945 beval Eigruber de moord op 42 Oostenrijkse verzetsstrijders van de "Welser Gruppe" in het concentratiekamp Mauthausen, een dag later.

## Poging om de kunstschatten in Altaussee te vernietigen

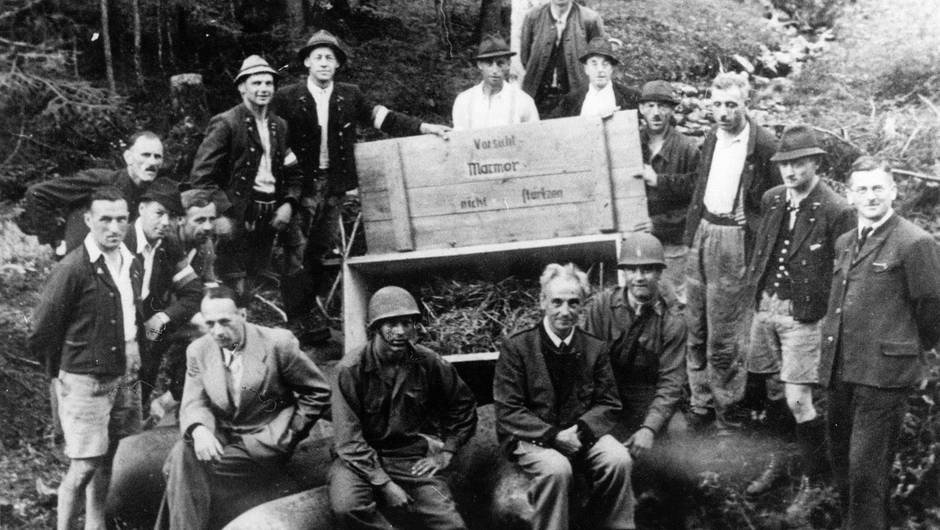
Een groepsfoto van de berging van de 500 kg bommen verpakt in houten kisten uit de Altaussee zoutmijn, mei 1945

Op 10 april 1945 werden 22.000 kunstwerken in de Altaussee-zoutmijn opgeborgen, waaronder 6.500 schilderijen, en vier dozen met het opschrift “Let op marmer, val niet!” bezorgd in opdracht van gouwleider Eigruber.
Drie dagen later werden er nog eens vier kisten afgeleverd, naar verluidt met kunstvoorwerpen uit het persoonlijk bezit van de gouwleider.
In feite bevatten de dozen echter Amerikaanse blindgangers van 500 kg, zoals de Betriebsleiter Otto Högler (1901-1973) en medewerkers erkenden. Op de avond van 3 mei 1945 had Högler toestemming gekregen van Ernst Kaltenbrunner (Chef der Sicherheitspolizei und des SD), die in de buurt was, om de explosieven die in de mijn waren gebracht te verwijderen. Hij had erop gewezen dat het verwachte binnendringen van water de daar opgeslagen kunstschatten zou vernietigen. Om middernacht gaf Eigruber het tegenbevel. De bommen moesten blijven, anders zou hij naar Altaussee komen en de betrokkenen laten hangen. Hij zou ook Kaltenbrunner laten arresteren. De volgende dag om 01.45 uur bereikte Högler Kaltenbrunner telefonisch. Hierop volgde een verhitte discussie, ook telefonisch, tussen Kaltenbrunner en Eigruber, waarin laatstgenoemde uiteindelijk toegaf. Eigrubers bommen werden verwijderd en de ingang van de zoutmijn werd gecontroleerd opgeblazen; de kunstschatten werden zo gered. Op 17 mei 1945 werd de toegang vrijgemaakt, en vanaf 14 juni konden de kunstwerken uit de mijn worden gehaald.

## Misdrijven in Mauthausen

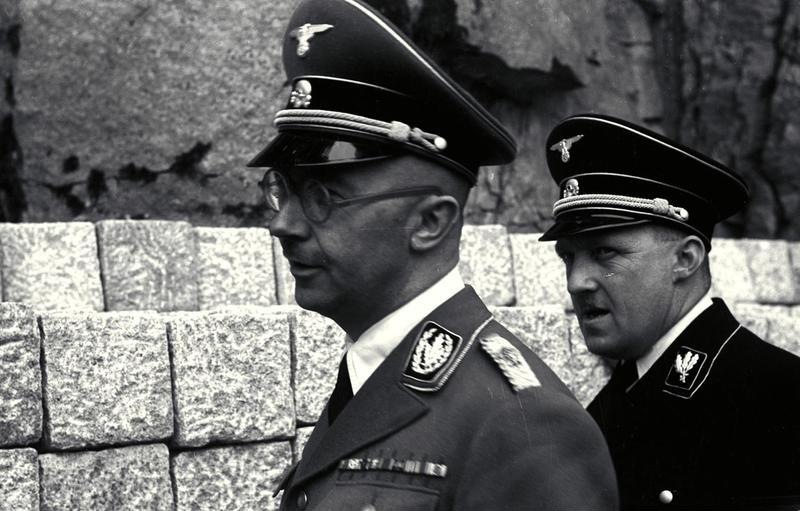
Heinrich Himmler samen met Eigruber tijdens een werkbezoek aan Mauthausen, 1941

Eind maart 1946 werd Eigruber samen met 60 andere aangeklaagden door een Amerikaanse-militaire rechtbank beschuldigd in het interneringskamp Dachau. Eigruber bekleedde geen functie in Mauthausen. Evenwel "had hij sinds 1938 nauw contact met het SS-kamp", en speelde hij samen met Ernst Kaltenbrunner "een beslissende rol bij het invullen van de vacatures in Mauthausen". Als verantwoordelijk gouwleider en hoofd van het voedselkantoor in Opper-Oostenrijk, was hij in de eerste plaats verantwoordelijk voor de catastrofale voedingssituatie van de gevangenen.
In het door Eigruber ter beschikking gesteld euthanasiecentrum Hartheim, werden gehandicapte gevangenen vergast als onderdeel van Aktion 14f13.
Op 13 mei 1946 werd Eigruber ter dood veroordeeld door ophanging voor zijn verantwoordelijkheid voor de misdaden in het concentratiekamp Mauthausen. Hij werd op 28 mei 1947 geëxecuteerd in de Gevangenis van Landsberg.
Het vonnis van de rechtbank van Dachau van 30 april 1947 somt in detail de feiten op waarvan Eigruber werd beschuldigd:
“Een getuige had gehoord dat hij, verwijzend naar enkele van de gevangengenomen Russen (de zogenaamde Mühlviertel-hazenjacht]), zei: 'al deze varkens moeten worden vernietigd'. Een getuige meldde dat Eigruber aanwezig was toen 40 Oostenrijkers (de Welser-groep) in de herfst van 1944 arriveerden; op één na werden ze later geëxecuteerd. Een andere getuige heeft hem 12 tot 16 keer gezien, een keer op 7 september 1944 toen de Oostenrijkers het kamp binnen werden gebracht, en een keer in januari 1945 in de nacht van de aankomst van 20 of 22 Anglo-Amerikanen [sic!], die, zoals bekend is in het kamp, later werden geliquideerd. De enige overlevende van de Oostenrijkse groep die eind april werd vergast, getuigde: een paar dagen na hun aankomst in het kamp wendde Eigruber zich tot hen, schreeuwde bedreigingen en beloofde een harde behandeling. Voor en na de vergassing hoorde hij dat Eigruber het bevel had gegeven. Twee getuigen bevestigden dat Eigruber aanwezig was toen in de nacht van 5 april 1945 twee Amerikanen, een Engelsman en negen anderen in de nek werden geschoten. Een van de twee getuigen heeft verklaard dat Eigruber vlak voor de executie van een van de mannen het doodvonnis had aangekondigd in naam van Himmler."
Volgens de motivering van het vonnis hebben enkele medeverdachten Eigruber ook ernstig beschuldigd:
“SS-Obersturmführer Johann Altfuldisch had verklaard dat de kampcommandant sinds februari 1945 onder direct toezicht van de verdachte stond en dat hij daarvoor aanzienlijke invloed had vanwege zijn SS-rang. SS-Obersturmführer Johannes Grimm bevestigde dat de beklaagde verschillende moorden heeft geïnspecteerd en gevangenen naar de executie had gebracht. SS-Unterscharführer Josef Niedermayer maakte melding van het doodschieten van een tiental mensen, waaronder twee Engelsen, vijf Polen, een Belg en een Rus, door de beklaagde en de kampcommandant om 4 uur in april 1945, die beiden dronken waren. SS-Oberscharführer Andreas Trum getuigde uiteindelijk dat Eigruber in het voorjaar van 1943 persoonlijk leiding gaf aan het neerschieten van negen Tsjechen."

## Familie
Eigruber was getrouwd met Johanna Eigruber. Het echtpaar kreeg vijf kinderen. Hun zoon Hermann Eigruber werd politicus voor de FPÖ.
Eigruber werd begraven op de begraafplaats voor Duitse Oorlogsmisdadigers (Spöttinger Friedhof). Later werd hij herbegraven op het Stadtfriedhof in Heilbronn, in het familiegraf van Richard Drauz.

## Carrière
Eigruber bekleedde verschillende rangen in zowel de Sturmabteilung als Allgemeine-SS. De volgende tabel laat zien dat de bevorderingen niet synchroon liepen.
| Datum                         | Sturmabteilung       | Allgemeine-SS        | NSDAP                        |
| ----------------------------- | -------------------- | -------------------- | ---------------------------- |
| April 1930:                   | —                    | —                    | Bezirksleiter                |
| 1933:                         | —                    | —                    | Kreisleiter                  |
| 12 maart 1938:                | SA-Oberführer        | —                    | —                            |
| 9 november 1937:              | SA-Gruppenführer     | —                    | —                            |
| 25 juli 1938:                 | —                    | SS-Mann              | —                            |
| 25 juli 1938:                 | —                    | SS-Standartenführer  | —                            |
| 25/26 juli 1938:              | —                    | SS-Oberführer        | —                            |
| 22 mei 1938:                  | —                    | —                    | Gauleiter                    |
| 1 januari 1939:               | —                    | SS-Brigadeführer     | —                            |
| 9 november 1940:              | —                    | SS-Gruppenführer     | —                            |
| 15 maart 1940 - 1 april 1940: | —                    | —                    | Reichsstatthalter            |
| 16 november 1942:             | —                    | —                    | Reichsverteidigungskommissar |
| 21 juni 1943:                 | —                    | SS-Obergruppenführer | —                            |
| 9 november 1943:              | SA-Obergruppenführer | —                    | —                            |

## Lidmaatschapsnummers
- NSDAP-nr.: 83 432[19][20][1][21] (lid geworden op 18 april 1928[1][19])
- SS-nr.: 292 778[19][20][5][21] (lid geworden vanaf 22 mei 1938 - 25 juli 1938[19] anciënniteit vanaf 12 maart 1938[19])

## Onderscheidingen
Selectie:
- Medaille ter Herinnering aan de 13e Maart 1938 in 1938[16][2]
- Anschlussmedaille in 1939[2]
  - Gesp „Prager Burg“ in 1939[2]
- Ehrenwinkel der Alten Kämpfer op 25 mei 1938[16][2]
- Gouden Ereteken van de NSDAP[23][20][21] op 30 januari 1939[16][5][2]
- Dienstonderscheiding van de NSDAP in goud op  9 februari 1942[16][2]
- SS-Ehrenring[23][20][21] op 30 januari 1942[2]
- Ehrendegen des Reichsführers-SS[23][20][21] op 8 december 1938[2]
- Gouden Ereteken van de Hitlerjeugd met Eikenloof op 10 juni 1941[2]
- Kruis voor Oorlogsverdienste, 1e Klasse[20] (30 januari 1942[2]) en 2e Klasse[20]